# SV Tasmania Berlin
SV Tasmania Berlin is een Duitse voetbalclub uit het Berlijnse stadsdeel Neukölln. De club is de officieuze opvolger van de legendarische club SC Tasmania 1900 Berlin, die in 1973 failliet ging.

## Geschiedenis
De club werd in februari 1973 opgericht als SV Tasmania 73 Neukölln, door jeugd- en amateurspelers van SC Tasmania 1900 Berlin, dat in financiële problemen verkeerde en een half jaar later failliet ging. De club kon geen aanspraken maken op het verleden van de oude club en begon helemaal onderaan de ladder in de C-klasse, de zevende klasse. Door een goed jeugdbeleid promoveerde de club vier keer op vijf jaar tijd. Na drie jaar in de Landesliga promoveerde de club in 1981 naar de Oberliga Berlin, die toen de derde klasse was. Na een start in de middenmoot streed de club de volgende jaren tegen degradatie. In 1983/84 verloor de club zelfs met 0:8 tegen Traber FC Mariendorf. Hierna ging het weer wat beter en in 1986/87 werd de club zelfs derde achter de twee grote Berlijnse clubs Hertha BSC en TeBe. Dit is tot op heden de beste prestatie in de clubgeschiedenis. In 1990/91 werd de club laatste en miste zo de kwalificatie voor de nieuwe Oberliga Nordost, die ingevoerd werd na de hereniging van Duitsland. Drie jaar later degradeerde de club weer naar de Landesliga, maar midden jaren negentig ging het weer beter door financiële steun van Horst-Dieter Laurisch en in 1997 promoveerde de club naar de Oberliga, die door de herinvoering van de Regionalliga in 1994 nog maar de vierde klasse was. In het eerste seizoen werd de club zesde, maar doordat de club hierna minder sponsorgelden kreeg vielen ook de resultaten tegen en in het tweede seizoen werd de club afgetekend laatste. Een jaar later degradeerde de club ook verder naar de Landesliga.
In 2000 engageerde de Berlijnse woningbouwonderneming Gropiusstadt zich voor de club die nu de naam SV Tasmania 73 Gropiusstadt aannam. In 2002 promoveerde de club weer naar de Verbandsliga en werd meteen vicekampioen achter SV Yeşilyurt Berlin. Twee jaar later werd de club opnieuw tweede, deze keer wel met 16 punten achterstand op BFC Dynamo. Nog eens twee jaar later werd de club opnieuw vicekampioen, nu echter met even veel punten als Lichterfelder FC, echter met een slechter doelsaldo. Ook in 2007 werd de clubs slechts tweede, deze keer achter Spandauer SV. Hierna volgde twee degradaties op rij. In de Bezirksliga werd de club vicekampioen en promoveerde wel meteen terug naar de Landesliga. Terwijl het eerste elftal het minder goed deed speelden de A-juniors wel in de Bundesliga U-19 van 2003 tot 2007.
In 2011 nam de club de naam SV Tasmania Berlin aan en werd meteen kampioen in de Landesliga en promoveerde zo terug naar de Berlin-Liga. In 2019 promoveerde de club naar Oberliga Nordost. In 2021 stoomde de club door naar de Regionalliga Nordost. Een jaar later werd de omgekeerde weg bewandeld.